# Wolfgang Walz
Wolfgang Walz (* 25. April 1968) ist ein deutscher Fußballschiedsrichter.
Walz ist seit 1998 DFB-Schiedsrichter und pfeift für den TSV Pfedelbach. Von der Saison 2002/03 bis zur Saison 2008/09 leitete er Spiele in der 2. Bundesliga. Am 15. Mai 2012 assistierte er Fifa-Schiedsrichter Wolfgang Stark zusammen mit Mike Pickel beim turbulenten Relegationsspiel zwischen Fortuna Düsseldorf und Hertha BSC (16. der Bundesliga), bei dem Düsseldorf durch ein 2:2 (erstes Spiel 2:1) in die Bundesliga aufgestiegen ist. Walz wurde noch bis zum Ende der Saison 2014/15 als Schiedsrichterassistent in Bundesligaspielen aufgeboten.
Während seiner Schiedsrichterkarriere war Walz hauptberuflich Rettungswachenleiter beim DRK.
Zur Saison 2015/16 hat Walz mit dem Bezirksligisten SGM Niedernhall/Weißbach erstmals eine Aktiven-Mannschaft als Trainer betreut. Ab der Saison 2018/19 trainierte Walz den VfL Mainhardt (Bezirksliga Hohenlohe), seit 2020 ist er beim SC Michelbach/Wald tätig.